# Yoshiichi Watanabe
Yoshiichi Watanabe (født 5. april 1954) er en japansk fodboldspiller.

## Japans fodboldlandshold
| Japans landshold | Japans landshold | Japans landshold |
| År               | Kmp              | Mål              |
| ---------------- | ---------------- | ---------------- |
| 1979             | 6                | 1                |
| Total            | 6                | 1                |